# Велике Янгільдіно
Велике Янгі́льдіно (рос. Большое Янгильдино, чув. Толиккасси) — присілок у складі Чебоксарського району Чувашії, Росія. Входить до складу Сірмапосинського сільського поселення.
Населення — 165 осіб (2010; 204 у 2002).
Національний склад:
- чуваші — 99 %